# Aschitus matritensis
Aschitus matritensis är en stekelart som först beskrevs av Mercet 1921.  Aschitus matritensis ingår i släktet Aschitus och familjen sköldlussteklar. Arten är reproducerande i Sverige. Inga underarter finns listade.